# Drept comparat
Dreptul comparat este adesea descris ca o disciplină, sau ca o metodă de studiu, a materiei numite Drept, disciplină care se bazează pe comparația dintre diferitele modalități de rezolvare oferite de diversele sisteme juridice, asupra acelorași probleme de rezolvat (asta într-o perspectivă funcționalistă). Pentru acest motiv, rămâne de discutat dacă din asta rezulta la modul propriu o ramură a conceptului Drept,sau o metodologie de analiză juridică.
Dreptul comparat, ca metodă, poate fi aplicat în orice domeniu al conceptului Drept, realizand studii unor specifice instituții. Acest tip de analiză se numește microcomparatie. Pe de alta parte, dacă se studiază diferențele structurale între două sisteme juridice ceea ce avem in fata se denumește analiză macrocomparativa.. 

## Utilitate
Utilitatea dreptului comparat este variata, atât in ce privește doctrina cât și in ce privește conceptul jurisprudență cât și in ce privește conceptul legiuitor.
Doctrina juridică studiază cu atenție cazuri din alte sisteme juridice realizând astfel studiul și comentarea validității logice a respectivei normative.
Jurisprudența, apelează deseori la dreptul comparat pentru a se asigura de corecta interpretare a normelor juridice. În acest sens, este vorba de aplicarea unei ample analogii, la nivel internațional, spre a interpreta (prin aceasta prisma) legislația internă.
Legislatorul tinde a avea idei și modele din exteriorul tarii sale, pentru a le implanta în acele noi legi care caută să rezolve problemele apărute la nivel local. Pot fi categorisite drept o colecționare de informații necesare pentru a face comparații atât laborale, penale, comerciale și/sau civile.
Astfel, dreptul comparat include atât procesul metodologic în sine, al comparării, precum si ca rezultante al proceselor de analiză, de echivalare și inclusiv de omologare a aspectelor comparate), ca o problemă dată, propusă a fi soluționată..
În prezent, interesul pentru dreptul comparat depășește aria (sfera) pur academică și se extinde asupra orizonturilor practice.